# Thương mại Việt Nam thời Tiền Lê
Thương mại Việt Nam thời Tiền Lê phản ánh tình hình thương mại nước Đại Cồ Việt từ năm 980 đến năm 1009 dưới thời Tiền Lê trong lịch sử Việt Nam.

## Hệ thống giao thông
Hệ thống đường sá giao thông thời cổ đại chưa phát triển và điều đó cản trở hoạt động thương mại. Các vua nhà Tiền Lê đã có nhiều lần thực hiện mở mang đường bộ và đường thủy từ bắc vào nam trong thời gian cai trị.
Hệ thống đường sá giao thông đường bộ và đường thủy trong nước được các vua Lê quan tâm khai thông xây dựng. Sau khi đánh thắng Chiêm Thành, năm 983, Lê Đại Hành sai quan Phụ quốc Ngô Tử An đem 3 vạn người đi mở đường bộ từ cửa biển Nam Giới đến Châu Địa Lý.
Năm 1003, vua Lê Đại Hành lại thân hành đi Hoan Châu, ra lệnh vét kênh Đa Cái cho Thông thẳng đến Tư Củng trường ở Ám Châu.
Năm 1009, triều thần đề nghị xin đào kênh, đắp đường và dựng cột bia ở Ái Châu. Lê Ngọa Triều xuống chiếu cho lấy quân và dân ở châu Ái đào đắp từ cửa quan Chi Long qua Đỉnh Sơn đến sông Vũ Lung. Sau đó Lê Long Đĩnh lại ra lệnh đóng thuyền để ở các bến sông Vũ Lung, Bạt Cừ, Động Lung bốn chỗ để chở người qua lại.
Tháng 7 năm đó, nhân đi đánh châu Hoan Đường, hành quân đến Hoàn Giang, Lê Long Đĩnh sai Hồ Thủ Ích đem hơn 5.000 quân của châu Hoan Đường, sửa chữa đường từ sông Châu Giáp đến cửa biển Nam Giới để tiện cho việc hành quân về phía nam.

## Hoạt động thương mại
Sử sách không chép rõ về hoạt động thương mại trong nước. Đối tác quan hệ buôn bán ngoại thương chủ yếu của Đại Cồ Việt là Trung Quốc. Hai bên lập ra những nơi giao dịch song phương gọi là Bạc dịch trường đặt trên đường thông lộ biên giới.
Những Bạc dịch trường quan trọng trong thời kỳ này là trại Vĩnh Bình (được Lê Văn Siêu phỏng đoán là chợ Kỳ Lâm hiện nay), tại Sách Nam Giang thuộc trại Cổ Vạn và châu Tô Hậu (Lê Văn Siêu phỏng đoán là châu Thất Khê), trại Hoành Sơn (Na Chàm ở ải Nam Quan). Trại Hoành Sơn tụ tập nhiều nhà buôn từ châu Quảng Nguyên của Đại Cồ Việt và châu Đặc Ma của nước Đại Lý (Vân Nam) và các lái buôn từ Quảng Châu của Tống.
Bạc dịch trường lớn nhất gần biên giới là điểm giao dịch hai nước nằm ở trại Như Hồng, Khâm châu.
Tác giả Chu Khứ Phi mô tả việc buôn bán giữa hai bên lúc đó trong sách Lĩnh ngoại đại pháp như sau:
Hai bên gặp nhau thường uống rượu làm vui rồi mới bàn chuyện buôn bán. Người Tống làm nhà ở tại chỗ lâu ngày và thường dìm giá làm người bán phải bán rẻ; nhưng phú thương người Việt cũng không chịu, cầm giữ giá lâu
Các quan chức địa phương biên giới cũng hỗ trợ cho quan hệ buôn bán của các thương gia hai bên. Nếu xảy ra việc kêu ca vì người bán cân thiếu thì phía Đại Cồ Việt lại cử sứ sang Khâm châu để thử lại cân để kiểm tra. Không những thế, chính triều đình nhà Tiền Lê cũng sai người sang giao dịch thẳng với khách buôn người Tống. Hàng bán của Đại Cồ Việt gồm có vàng, bạc, tiền đồng.